# Microstylum luciferum
Microstylum luciferum är en tvåvingeart som beskrevs av Stanley Willard Bromley 1931. Microstylum luciferum ingår i släktet Microstylum och familjen rovflugor.
Artens utbredningsområde är Madagaskar. Inga underarter finns listade i Catalogue of Life.